# ابن الهيثم
أَبُو عَلِيٍّ اَلْحَسَنُ بْنُ اَلْحَسَنِ بْنِ اَلْهَيْثَمِ اَلْبَصْرِيُّ (354 هـ / 965 م - 430 هـ /  1040 م) عالمٌ موسوعيٌّ، عربيٌّ، مسلم، قدَّم إسهاماتٍ كبيرة في الرياضيات، والبصرياتِ، والفيزياءِ، وعلم الفلكِ، والهندسةِ، وطبِّ العيون، والفلسفةِ العلمية، والإدراكِ البصريِّ، والعلومِ عمومًا التي أجراها مستعملًا المنهجَ العلمي في البحث، وله مؤلفاتٌ ومكتشفاتٌ علمية كثيرةٌ أكَّدها العلم الحديث.
وصحَّح بعض المفهومات السائدة وقتئذٍ اعتمادًا على نظريات أَرِسْطو وبَطلَميوس وإقليدس، فأثبت حقيقة أن الضوء يأتي من الأجسام إلى العين، لا العكس كما ساد الاعتقاد آنذاك، وإليه تُنسب مبادئ اختراع الكامِرة، وهو أول من شرّح العين تشريحاً كاملاً ووضح وظائف أعضائها، وأول من درس التأثيراتِ والعواملَ النفسية للإبصار. وأورد كتابه «المناظر» معادلةً من الدرجة الرابعة عن انعكاس الضوء على المرايا الكروية، ما زالت تعرف بِاسم «مسألة ابن الهيثم».
ويُعَدُّ المؤسسَ الأولَ لعلم المناظر، ومن رواد المنهج العلمي،  ومن أوائل الفيزيائيين التجريبيين الذين تعاملوا مع نتائج الرصد والتجارِب فقط في محاولة تفسيرها رياضياً دون اللجوء لتجارِبَ أخرى.
انتقل إلى القاهرة حيث عاش معظم حياته، وذكر هناك أنه بعلمه بالرياضيات يمكنه تنظيم فيضانات النيل. فأمرَه الخليفة الفاطمي الحاكم بأمر الله بتنفيذ أفكاره تلك. إلّا أن ابن الهيثم صُدم سريعاً باستحالة تنفيذ أفكاره، فعَدَلَ عنها، وخوفًا على حياته ادعى الجنون، فأُجبر على الإقامة بمنزله. فخصَّصَ حياتَه لعمله العلمي حتى وفاته.

## سيرته
وُلد ابن الهيثم في البصرة سنة 354هـ / 965م في مُدَّةٍ كانت تعد العصر الذهبي للإسلام، واختلف المؤرخون أكان من أصل عربي أم فارسي. مع ترجيح كونه عربي الأصل ، بدأ بطلب العلم خلال تلك الفترة التي قضاها في البصرة، حيث قرأ العديد من كتب العقيدة الإسلامية والكتب العلمية. من غير المؤكد أكان ابن الهيثم سني أم شيعي، فبعض المؤرخين يؤكد أنه سني أشعري كضياء الدين سردار ولورانس بيتاني ومعارض للمعتزلة، والبعض قال أنه معتزلي كبيتر إدوارد هودجسون، أو شيعي كعبد الحميد صبرة. مع ارجحية كونه من السنة.
جاء في كتاب  إخبار العلماء بأخبار الحكماء  للقفطي على لسان ابن الهيثم: «لو كنت بمصر لعملت بنيلها عملاً يحصل النفع في كل حالة من حالاته من زيادة ونقصان.» فوصل قوله هذا إلى الخليفة الفاطمي الحاكم بأمر الله الذي دعاه إلى مصر لتنظيم فيضانات النيل، وأمده بما يريد للقيام بهذا المشروع، وهي مهمة التي تطلبت حينئذ بناء سد في الموقع الحالي لسد أسوان، وبعد أن تفقّد الموقع أدرك عدم جدوى هذا المشروع لضعف الإمكانات المتاحة في ذاك الوقت، وخوفًا من غضب الخليفة، ادعى الجنون، فاحتجز بمنزله من عام 401 هـ/1011م حتى وفاة الحاكم في عام 411 هـ/1021م. وخلال تلك الفترة، كتب كتابه الأشهر المناظر.
رغم أن هناك حكايات طويلة حول فرار ابن الهيثم إلى الشام، ثم مغامرته بالانتقال إلى بغداد في وقت لاحق، وقيل البصرة حيث تظاهر بالجنون، لكن من المؤكد أنه بقي في مصر حتى عام 428 هـ/1038م. خلال فترة وجوده في القاهرة، ارتبط ابن الهيثم بالجامع الأزهر، الذي كان بمثابة جامعة المدينة، وبعد انتهاء فترة إقامته الجبرية في منزله، كتب عشرات الأطروحات الأخرى في الفيزياء والفلك والرياضيات. ثم سافر بعد ذلك إلى الأندلس، حيث كان لديه متسع من الوقت لمساعيه العلمية والتي شملت البصريات والرياضيات والفيزياء والطب، والقيام ببعض التجارب العلمية؛ وكتب العديد من الكتب في تلك الموضوعات.
عرف ابن الهيثم  بالبصري  نسبةً إلى مسقط رأسه في مدينة البصرة، وعرفه الغرب باسم Alhazen (نقحرة: الهَزَن)، ولقّبوه  ببطليموس الثاني  (باللاتينية: Ptolemaeus Secundus) وبالفيزيائي في أوروبا القرون الوسطى. يعد ريزنر هو أول من أطلق عليه اسم "Alhazen"، بعدما كان يعرف باسم "Alhacen"، وهو الاسم الأقرب للنطق العربي. حظي هذا العمل بسمعة كبيرة خلال العصور الوسطى. في عام 1834، اكتشفت أعمال لابن الهيثم حول مواضيع هندسية في مكتبة فرنسا الوطنية في باريس، كما توجد بعض المخطوطات الأخرى في مكتبة بودلين في أكسفورد ومكتبة ليدن.

## أعماله

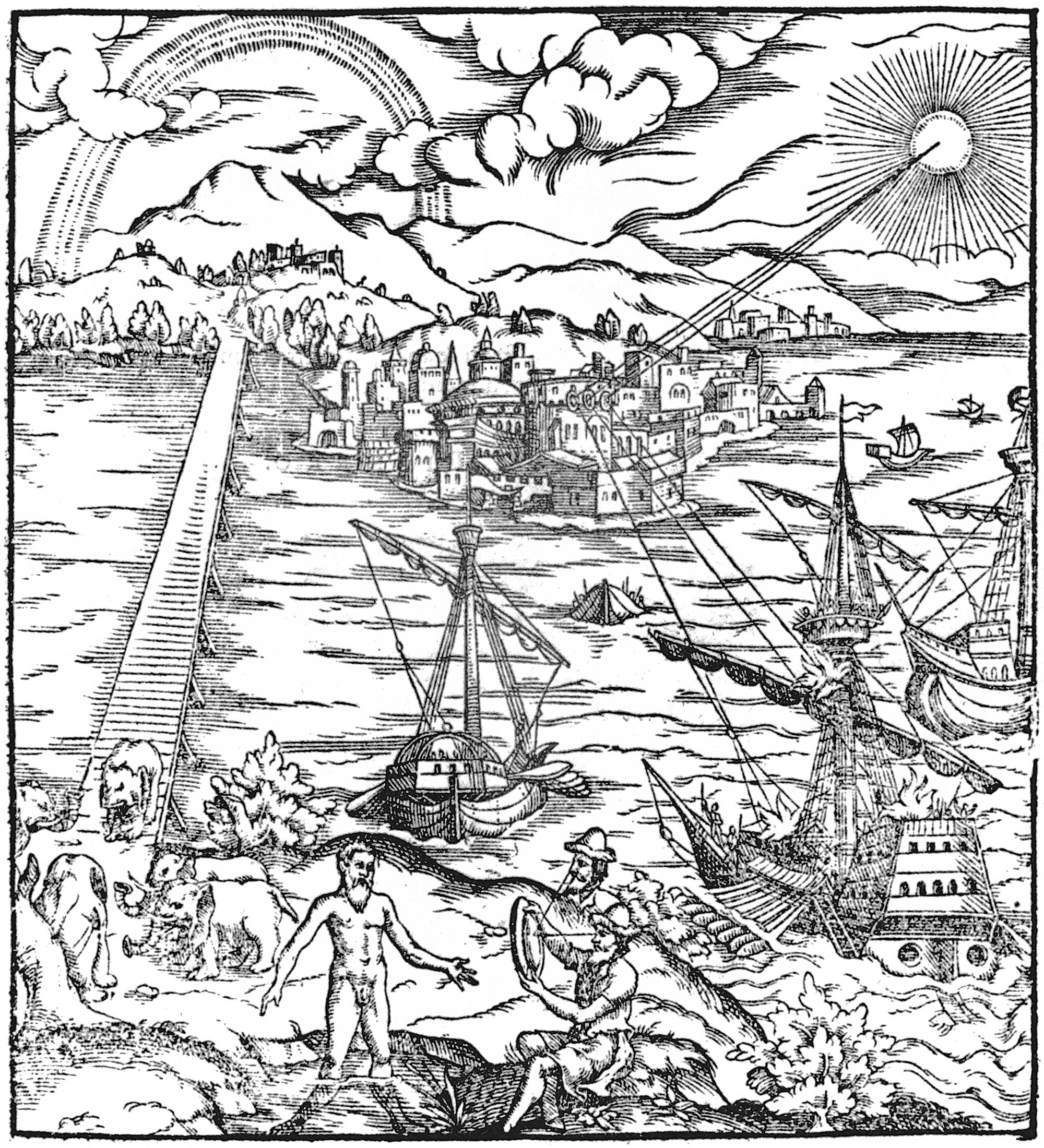
صَفحة من النسخة اللاتينية من كتاب ابن الهيثم المناظر، التي تظهر كيف أحرق أرخميدس سفن الرومان عند مهاجمتهم لسرقوسة باستخدام المرايا المقعرة.

كان لابن الهيثم إسهامات جليلة في مجال البصريات والفيزياء والتجارب العلمية، كما كانت مساهماته في علوم الفيزياء بصفة عامة وعلم البصريات خاصةً، محل تقدير وأساس لبداية حقبة جديدة في مجال أبحاث البصريات نظريًا وعمليًا. تركزت أبحاثه في البصريات على دراسة النظم البصرية باستخدام المرايا وخاصة على المرايا الكروية والمقعرة والزيغ الكروي، كما أثبت أن النسبة بين زاوية السقوط وزاوية الانكسار ليست متساوية، كما قدم عددًا من الأبحاث حول قوى تكبير العدسات.
وفي العالم الإسلامي، تأثر ابن رشد بأعمال ابن الهيثم في علم البصريات، كما طوّر العالم كمال الدين الفارسي (المتوفي عام 1320م) أعمال ابن الهيثم في علم البصريات، وطرحها في كتابه  تنقيح المناظر . كما فسّر الفارسي وثيودوريك من فرايبرغ ظاهرة قوس قزح في القرن الرابع عشر، اعتمادًا على كتاب المناظر لابن الهيثم. واعتمد العالم الموسوعي تقي الدين الشامي على أعمال ابن الهيثم والفارسي، وطوّرها في كتابه  نور حدقة الإبصار ونور حقيقة النظر عام 1574م.
تكريمًا لاسمه، أطلق اسمه على إحدى الفجوات البركانية على سطح القمر، وفي 7 فبراير 1999، أطلق اسمه على أحد الكويكبات المكتشفة حديثًا، وهو "59239 Alhazen". وفي باكستان، تم تكريم ابن الهيثم بإطلاق اسمه على كرسي طب العيون في جامعة آغاخان. وفي العراق، وضعت صورته على الدينار العراقي فئة عشرة دنانير منذ ثمانينيات القرن الماضي ثم 10,000 دينار الصادرة في عام 2003، كما كان اسمه يطلق على واحدة من المنشآت البحثية التي خضعت للتفتيش بواسطة مفتشي الأمم المتحدة الباحثين عن الأسلحة الكيميائية والبيولوجية في عهد الرئيس صدام حسين.

### كتاب المناظر
يعد أشهر أعمال ابن الهيثم كتابه ذي السبعة مجلدات في علم البصريات المناظر الذي كتبه بين عامي 401 هـ/1011م - 411 هـ/1021م. ترجم الكتاب إلى اللاتينية على يدي رجل دين غير معروف في نهاية القرن الثاني عشر أو بداية القرن الثالث عشر الميلاديين. وكان لهذه الترجمة عظيم الأثر على العلوم الغربية، كما طبعه العالم «فريدريش ريزنر» في عام 1572، تحت عنوان «الكنز البصري: الكتب السبعة للهَزَن العربي، المجلد الأول، صعود الغيوم والشفق» (باللاتينية: Opticae thesaurus: Alhazeni Arabis libri septem, nuncprimum editi; Eiusdem liber De Crepusculis et nubium ascensionibus). وقد ظهر أثر هذا الكتاب على أعمال روجر باكون الذي استشهد باسمه، وعلى أعمال يوهانس كيبلر، كما أسهم في التطور الكبير للمنهج التجريبي.

#### نظرية الرؤية

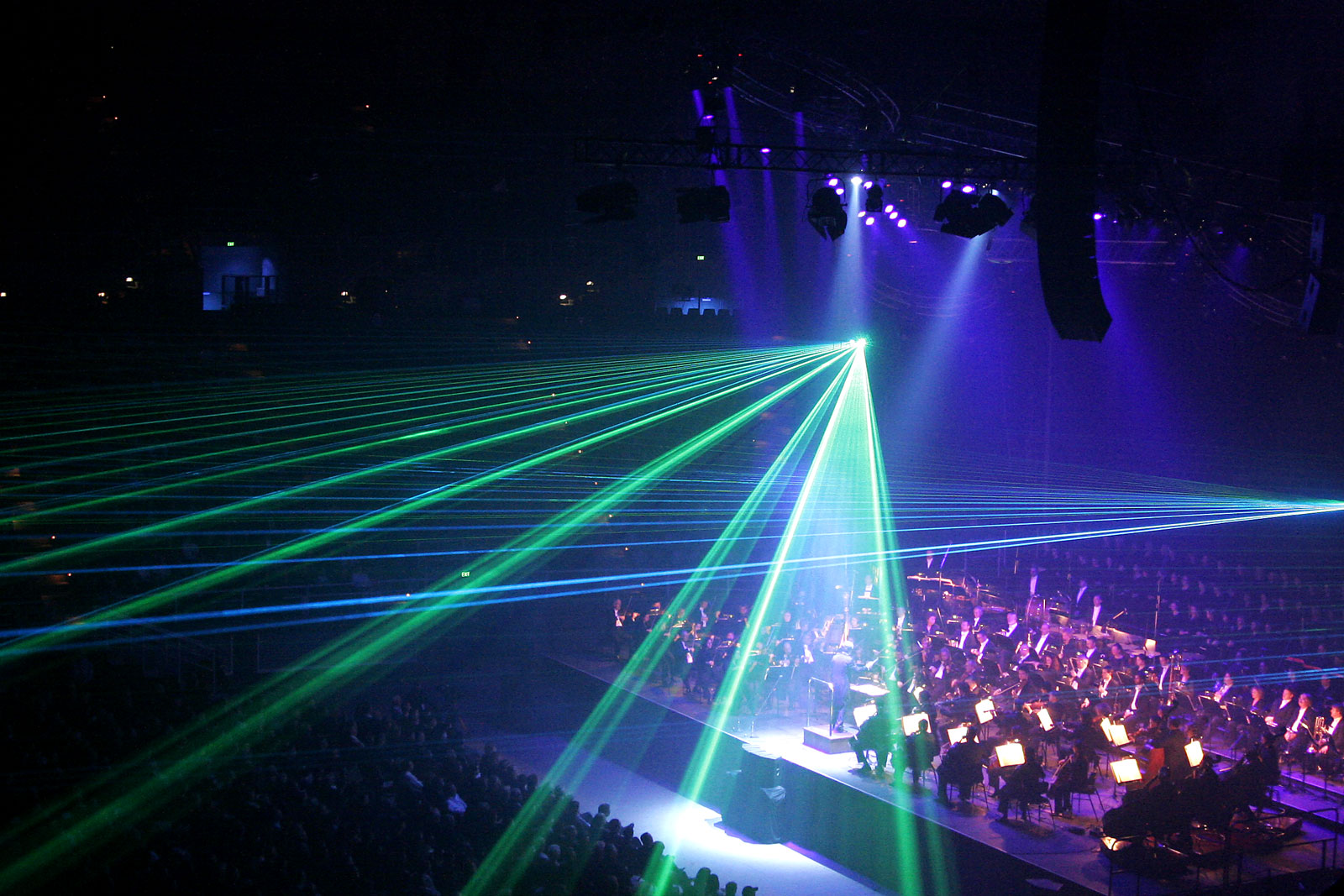
أثبت ابن الهيثم أن الضوء يسير في خطوط مستقيمة باستخدام التجارب العلمية في كتابه المناظر.

سادت نظريتان كبيرتان حول كيفية الرؤية في العصور القديمة.  النظرية الأولى  نظرية الانبعاثات، التي أيدها مفكرون مثل إقليدس وبطليموس، والتي تفترض أن الإبصار يتم اعتمادًا على أشعة الضوء المنبعثة من العين. أما  النظرية الثانية  نظرية الولوج التي أيدها أرسطو وأتباعه، والتي تفترض دخول الضوء للعين بصور فيزيائية. عارض ابن الهيثم كون عملية الرؤية تحدث عن طريق الأشعة المنبعثة من العين، أو دخول الضوء للعين من خلال صور فيزيائية، وعلل ذلك بأن الشعاع لا يمكن أن ينطلق من العينين ويصل إلى النجوم البعيدة في لحظة بمجرد أن نفتح أعيننا. كما عارض الاعتقاد السائد بأن العين قد تجرح إذا نظرنا إلى ضوء شديد السطوع، ووضع بدلاً من ذلك نظرية ناجحة للغاية تفسر عملية الرؤية بأنها تحدث نتيجة خروج أشعة الضوء إلى العين من كل نقطة في الكائن، وهو ما أثبته عن طريق التجارب. كما وحّد علم البصريات الهندسية مع فرضيات أرسطو الفيزيائية لتشكل أساس علم البصريات الفيزيائية الحديثة. أثبت ابن الهيثم أيضًا أن أشعة الضوء تسير في خطوط مستقيمة، كما نفذ تجارب مختلفة حول العدسات والمرايا والانكسار والانعكاس. وكان أيضًا أول من اختزل أشعة الضوء المنعكس والمنكسر في متجهين رأسي وأفقي، والذي كان بمثابة تطور أساسي في البصريات الهندسية، واقترح نموذج لانكسار الضوء يُفضى إلى استنتاج مماثل لما أفضى إليه قانون سنيل، لكن ابن الهيثم لم يطور نموذجه بما يكفي لتحقيق تلك النتيجة.

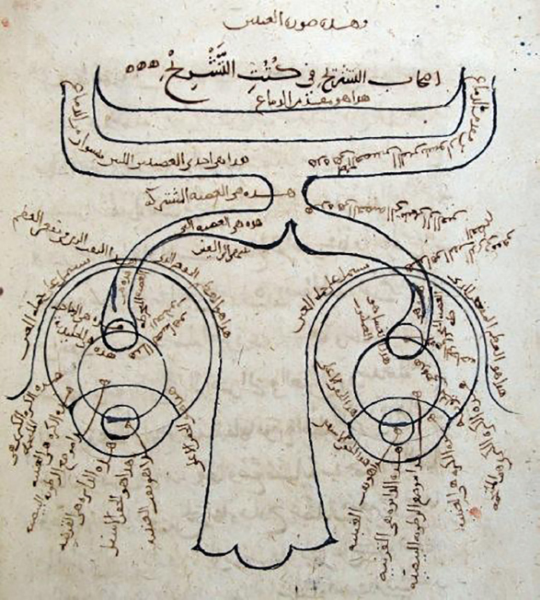
نُسخة مَخطوطة من كتابه المناظر توضح بنية العين البشرية، يلاحظ تصوير التصالب البصري. مكتبة مسجد سليمان القانوني، اسطنبول.

كما قدّم ابن الهيثم أول وصف واضح وتحليل صحيح للكاميرا المظلمة والكاميرا ذات الثقب. على الرغم من أن أرسطو وثيون الإسكندري والكندي والفيلسوف الصيني موزي سبق لهم أن وصفوا الآثار المترتبة على مرور ضوء واحد عبر ثقب صغير، إلا أن أيًا منهم لم يذكر أن هذا الضوء سيُظهر على الشاشة صورة كل شيء في الجانب الآخر من تلك البؤرة. كان ابن الهيثم أول من شرح هذه التجربة مع مصباحه، فكان بذلك أول من نجح في مشروع نقل صورة من الخارج إلى شاشة داخلية كما في الكاميرا المظلمة التي اشتقّ الغرب اسمها من الكلمة العربية: «قُمرة»، عن طريق كلمة camera obscura اللاتينية، التي تعني «الغرفة المظلمة».
بالإضافة إلى فيزياء البصريات، أرسى كتاب المناظر أسس «علم نفس البصريات». أسهم ابن الهيثم أيضًا في الطب وطب العيون والتشريح وعلم وظائف الأعضاء، وكانت له تعليقات على أعمال جالينوس. وصف ابن الهيثم عملية الإبصار وتكوين العين وتكوّن الصورة في العين ونظام الإبصار. كما عدل نظريات الرؤية المزدوجة وتوقع الحركة التي سبق وناقشها من قبل أرسطو وإقليدس وبطليموس.
كانت معظم إسهاماته التشريحية وصفًا تشريحيًا لوظيفة العين كنظام بصري. وفّرت له تجاربه بالكاميرا المظلمة المناخ المناسب له لتطوير نظريته في إسقاط النقطة المقابلة من الضوء من سطح جسم لتكوين الصورة على الشاشة. أحدثت مقارنته بين العين والكاميرا المظلمة توليفته بين علم التشريح وعلم البصريات، والتي شكلت أساس علم نفس البصريات، كما كان تصوره لمرور الضوء خلال الثقب في تجاربه بالكاميرا ذات الثقب، مشبّهًا انعكاس الصورة الناتج، بما يحدث في العين التي تمثّل فيها الحدقة ثقب الكاميرا. فيما يتعلق بعملية تكوين الصور، فقد أخطأ بموافقته لفكرة ابن سينا بأن عدسة العين هي العضو المسئول عن الرؤية، لكن الصحيح أن شبكية العين تشارك في عملية الرؤية.

#### المنهج العلمي

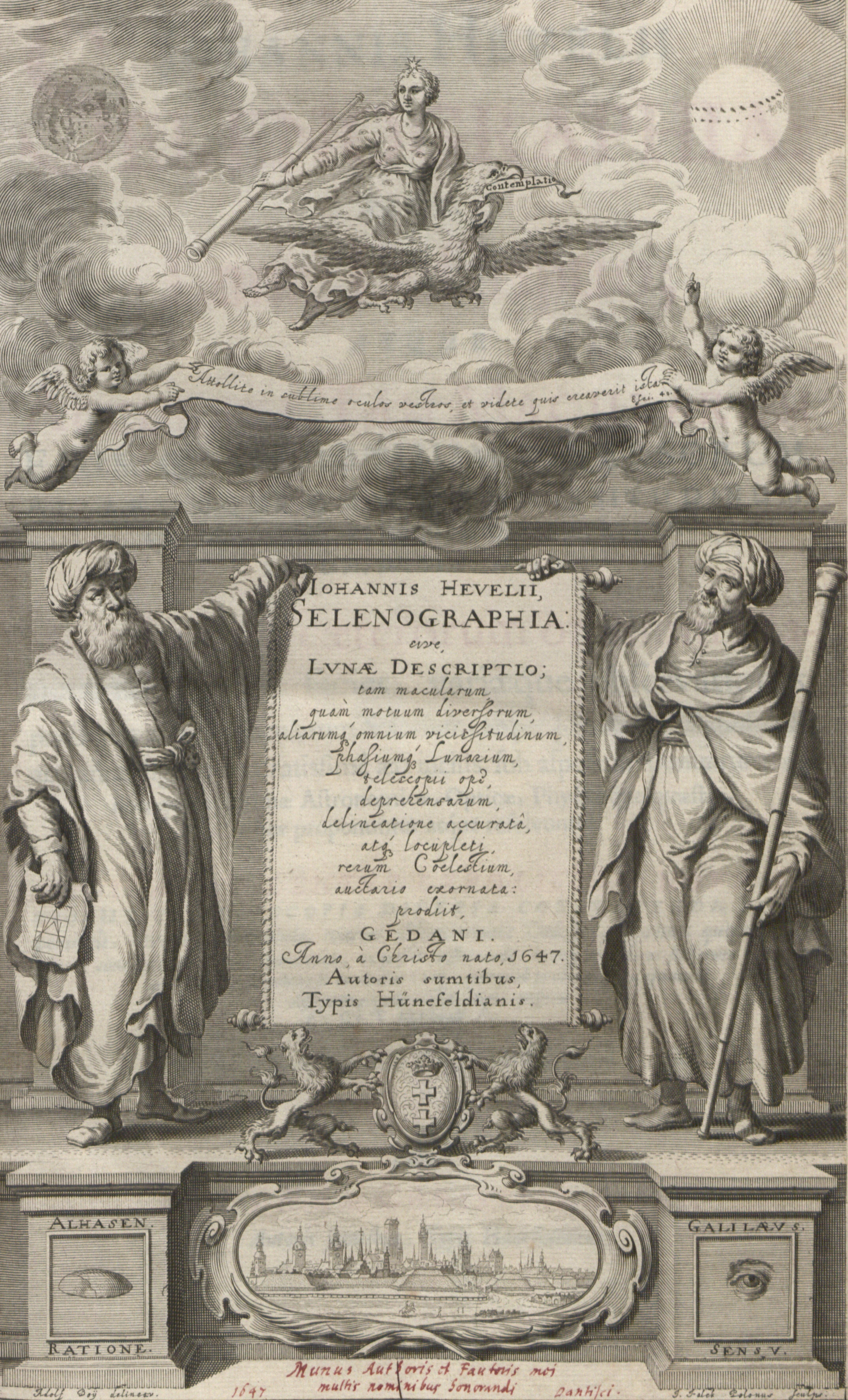
رسم يُظهر ابن الهيثم ممثلاً العقل والمنطق، ويقابله غاليلو غاليلي، الذي يُمثل الحواس.

ذكرت عالمة الأعصاب «روزانا غوريني» أنه «وفقًا لمعظم المؤرخين، فإن ابن الهيثم رائد المنهج العلمي الحديث». فقد وضع ابن الهيثم طرق تجريبية صارمة لمراقبة التجارب العلمية للتحقق من الفرضيات النظرية واستقراء النتائج. بينما رأى بعض المؤرخين العلميين في تجاربه على فرضيات بطليموس وتفسيرها ميلاً نحو التجديد، مما جعله لا يحظى باهتمام الكافي من المؤرخين.
هناك مفهوم ارتبط بأبحاث ابن الهيثم البصرية، اعتمد على النظامية والمنهجية في التجريب واستخدام المنهج العلمي في تحقيقاته العلمية. إضافة إلى ذلك، استندت تجاربه على الجمع بين الفيزياء الكلاسيكية والرياضيات (الهندسة على وجه الخصوص) واستخدام منهج الاستنتاج الاستنباطي في مجال البحث العلمي. أكّد هذا النهج الرياضي الفيزيائي في تجاربه معظم افتراضاته في كتابه المناظر، وأيّد نظرياته حول الرؤية والضوء والألوان، فضلاً عن أبحاثه في علم المرايا ودراسته لانكسار الضوء، وهو ما استفاد منه كمال الدين الفارسي وطوّره في كتابه «تنقيح المناظر».
مفهوم شفرة أوكام ورد أيضًا في كتاب المناظر. فعلى سبيل المثال، بعد أن شرح كيف أن الضوء ينشأ من كائنات مضيئة، وينبعث أو ينعكس نحو العين، وقال بإن «نظرية الانبعاثات التقليدية لا لزوم لها وغير مجدية».

#### مسألة ابن الهيثم
ضم المجلد الخامس من كتابه المناظر مناقشة ما يعرف الآن «بمسألة ابن الهيثم»، التي صاغها بطليموس للمرة الأولى عام 150م، وهي تتألف من رسم خطّين من نقطتين على سطح دائرة ليجتمعا في نقطة على محيط الدائرة، ويصنعان زاويتين متساويتين مع المستوى العمودي على السطح عند تلك النقطة، وهو ما يشبه العثور على نقطة على حافة طاولة بلياردو دائرية التي تستهدفها الكرة الضاربة لضرب كرة أخرى في نقطة أخرى. وبالتالي، فإن التطبيق الرئيسي لهذه المسألة في علم البصريات هو «إذا كان لدينا مصدر ضوء ومرآة كروية، هو كيف نحدد النقطة على المرآة التي ينعكس عليها الضوء لعين الناظر»، وهو ما قاده إلى معادلة من الدرجة الرابعة. قاد ذلك مصادفةً ابن الهيثم لصياغة صيغة رياضية لجمع متوالية من القوة الرابعة، باستخدام طريقة بدائية من البرهان الرياضي بالاستقراء الرياضي، فاستنتج في النهاية طريقة يمكن استخدامها بسهولة للحصول على مجموع أي متواليات من قوى أكبر.
استخدم ابن الهيثم طريقته في إيجاد مجموع متواليات القوى، لتحديد حجم سطح مكافئ من خلال التكامل. وبالتالي، تمكن من إجراء التكامل على كثيرات الحدود حتى الدرجة الرابعة، واقترب من التوصل إلى صيغة عامة للتكامل أي من كثيرات الحدود. كان ذلك أساسًا لتطوير علم تفاضل وتكامل متناهيات الصغر. كما حل ابن الهيثم مسألته باستخدام الأقطاع المخروطية والإثباتات الهندسية، وعلى الرغم من أن العديد من بعده حاولوا إيجاد حلول جبرية لتلك المسائل، إلا أنه لم يتم الوصول إلى الحل إلا في عام 1997 على يدي عالم الرياضيات في جامعة أكسفورد بيتر نيومان.

### أعمال فيزيائية أخرى

#### الأبحاث البصرية

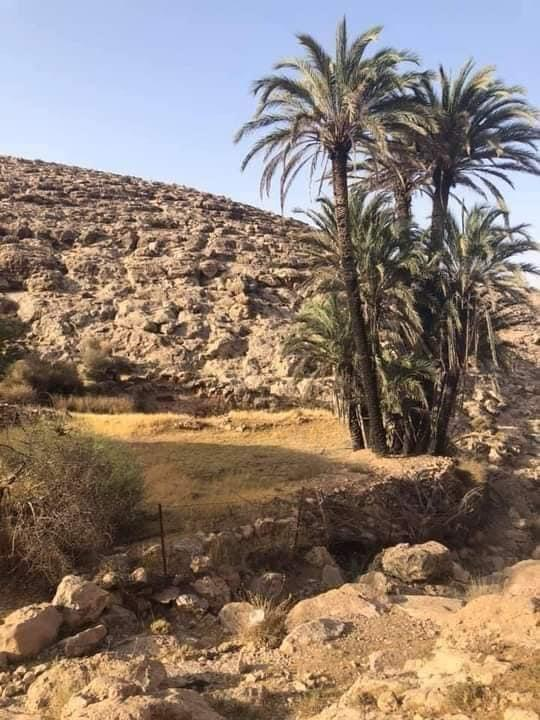
تشريخ للعين أجراه كمال الدين الفارسي في القرن الثالث عشر اعتماداً على أفكار ابن الهيثم. يشير النص في أعلى المخطوط إلى وظيفة الدماغ في تفسير الصورة المنطبعة على شبكية العين.

في كتاب المناظر، كان ابن الهيثم أول عالم يقول بأن الرؤية تحدث في الدماغ بدلاً من العينين. وأشار إلى أن التجارب الشخصية لها تأثير على ما يراه الناس وكيف يرونه، وأن الرؤية والتخيل أمور نسبية.
إضافة إلى كتاب المناظر، كتب ابن الهيثم العديد من الأطروحات الأخرى في علم البصريات. أطروحته رسالة في الضوء كان بمثابة استكمال لكتابه المناظر، احتوت تلك الأطروحة على تحقيقات حول خصائص الإنارة والإشعاعية المشتتة خلال مختلف الوسائط الشفافة. قام ابن الهيثم أيضًا بالعديد من الفحوص التشريحية على عين الإنسان ودراسة الزيغ البصري، كما صنع أول كاميرا مظلمة والكاميرا ذات الثقب، وأيضًا درس خصائص قوس قزح وكثافة الغلاف الجوي، وبحث في الظواهر السماوية المختلفة (بما في ذلك كسوف الشمس والشفق وضوء القمر). درس ابن الهيثم أيضًا الانكسار والمرايا المقعرة والكروية والعدسات المكبرة.
لابن الهيثم أيضًا نظرية لشرح وهم القمر، التي لعبت دورًا هامًا في التقاليد العلمية في أوروبا في القرون الوسطى. كان يحاول تفسير ظاهرة ظهور القمر في الأفق القريب أكبر منه في السماء، وهو النقاش الذي لم يتم حله حتى يومنا هذا. اعترض ابن الهيثم على نظرية بطليموس حول الانكسار، وقال أن صورة القمر زائفة وليست حقيقية. وقال أن الحكم على مسافة كائن يعتمد على ماهية ما هو موجود بين الكائن والرائي. وفي حالة القمر، لا يوجد أشياء وسيطة، لذلك، وحيث أن حجم الكائن يعتمد على بعد من يراه عنه، وهو في هذه الحالة مسافة غير محددة، لذا يبدو القمر أكبر في الأفق. اعتمدت أعمال من روجر باكون وجون بيكهام وويتلو على تفسير ابن الهيثم، وبدأ تقبل فكرة وهم القمر تدريجيًا كظاهرة نفسية، مع رفض نظرية بطليموس في القرن السابع عشر.
في مخطوطته ميزان الحكمة ، ناقش ابن الهيثم كثافة الغلاف الجوي للأرض وربط بينه وبين الارتفاع، ودرس أيضًا الانكسار في الغلاف الجوي. اكتشف أن الشفق يبدأ أو ينتهي، عندما تكون الشمس تحت الأفق بتسع عشرة درجة، وحاول قياس ارتفاع الغلاف الجوي على هذا الأساس.

#### الفيزياء الفلكية
في مجال الفيزياء الفلكية والميكانيكا السماوية، ذكر ابن الهيثم في أطروحته الخلاصة في علم الفلك أن الأجرام السماوية يمكن تفسير ظواهرها قوانين الفيزياء. وضم كتابه ميزان الحكمة نقاشات في الاستاتيكا والفيزياء الفلكية والميكانيكا السماوية. كما ناقش نظرية تجاذب الكتل، وكان على دراية بمقادير التسارع من مسافة ما الناتج عن الجاذبية. وفي مخطوطة مقالة في قرسطون هي أطروحه حول مراكز الثقل. لا يعرف الكثير عن هذا العمل، باستثناء ما نقله عنه عبد الرحمن الخازني في القرن الثاني عشر الميلادي. في هذه المخطوطة، وضع ابن الهيثم نظرية حول أن ثقل الأجسام يختلف بحسب المسافة التي تفصلها عن مركز الأرض.

وفي مخطوطة أخرى مقالة في ضوء القمر  التي كتبها قبل كتابه المناظر، كانت أول محاولة ناجحة للجمع بين علم الفلك الرياضي والفيزياء، وفيها أقدم محاولة تطبيق المنهج التجريبي في علم الفلك والفيزياء الفلكية. وفيها فنّد الفكرة الشائعة بأن القمر يعكس ضوء الشمس كالمرآه، وصحح ذلك بأن «القمر يعكس الضوء من تلك الأجزاء من سطحه التي يسقط عليها أشعة الشمس». وليثبت أن «الضوء ينبعث من كل نقطة على سطح القمر المضيء»، صنع جهاز تجارب مبتكر. وفقًا لمتياس شرام: 
| ابن الهيثم | وضع ابن الهيثم تصور واضح للعلاقة بين النموذج الرياضي المثالي ومنظومة الظواهر الملحوظة. فقد كان ابن الهيثم أول من استخدم طريقة تثبيت أحد المتغيرات، وتغيير باقي المتغيرات بانتظام، وذلك في تجربته لتوضيح أن كثافة بقعة الضوء التي يشكلها سقوط ضوء القمر من خلال فتحتين صغيرتين على شاشة، تقل عند حجب أحدها تدريجيًا. | ابن الهيثم |

### أعماله في علم الفلك

#### تشكيكه في نظريات بطليموس
انتقد ابن الهيثم في مخطوطته  شكوك على بطليموس  التي نشرها بين عامي 416 هـ و419 هـ، العديد من أعمال بطليموس بما في ذلك كتبه المجسطي والكواكب المفترضة والبصريات، مشيرًا إلى الكثير من المتناقضات التي وجدها في هذه الأعمال. اعتبر ابن الهيثم أن بعض الأجهزة الرياضية التي استخدمها بطليموس في علم الفلك، وخاصة معدل المسار، فشلت في الخصائص الفيزيائية للحركة الدائرية المنتظمة، وكتب نقدًا لاذعًا حول الواقع المادي لنظام بطليموس الفلكي، مشيرًا إلى عبثية اقتراحه بالربط بين الحركات الفيزيائية، والنقاط والخطوط والدوائر الرياضية الوهمية.
| ابن الهيثم | افترض بطليموس نظامًا لا يمكن أن يتواجد، والحقيقة أن هذا النظام الذي تخيله حول حركة الكواكب، لا يعفيه من الخطأ الذي افترضه في هذا النظام، فحركة الكواكب الموجودة لا يمكن أن تنتج وفق هذا النظام المفترض... فتصور الرجل لدائرة في السماء يدور فيها الكوكب ليست هي الدافع لحركة الكوكب. | ابن الهيثم |

وجّه ابن الهيثم المزيد من الانتقادات لأعمال بطليموس سواءً بالتجربة أو الملاحظة أو الاستنباط، لاستخدام بطليموس للحدس في نظرياته بدلاً من تسجيله لملاحظات حول الظواهر، وهو ما لم يرض عنه ابن الهيثم بسبب اصراره على استخدام التجارب العلمية. وخلافًا لبعض علماء الفلك الذين انتقدوا في وقت لاحق نظام بطليموس على أساس كونه يتعارض مع فلسفة الفيزياء الأرسطية، كان ابن الهيثم يعارضه بملاحظاته التجاربية والتناقضات الداخلية في أعمال بطليموس. وقد قال ابن الهيثم في مخطوطته، معلقًا ابن الهيثم على صعوبة تحقيق المعرفة العلمية:
| ابن الهيثم | الحقيقة ذاتها تبحث عن الحقائق، المغمورة في الشكوك (مثل أعمال بطليموس الذي قال أنه يحترمه كثيرًا) وليست بمنأى عن الخطأ... | ابن الهيثم |

وقال أن نقد تلك النظريات التي تسيطر على كتاب المجسطي، سيكون لها دورًا كبيرًا في نمو المعرفة العلمية :
| ابن الهيثم | إن الباحث عن الحقيقة ليس هو من يدرس كتابات القدماء، على حالتها ويضع ثقته فيها، بل هو من يُعلّق إيمانه بهم ويتساءل ما الذي جناه منهم. هو الذي يبحث عن الحجة، ولا يعتمد على أقوال إنسان طبيعته يملأها كل أنواع النقص والقصور. وبالتالي فإن من الواجب على من يحقق في كتابات العلماء، إذا كان البحث عن الحقيقة هدفه، هو أن يستنكر جميع ما يقرأه، ويستخدم عقله حتى النخاع لبحث تلك الأفكار من كل جانب. وعليه أن يتشكك في نتائج دراسته أيضًا، حتى يتجنب الوقوع في أي تحيز أو تساهل. | ابن الهيثم |

#### مخطوطة تكوين العالم
في مخطوطته تكوين العالم، على الرغم من انتقاداته الموجهة إلى بطليموس، تقبّل ابن الهيثم حول نظرية بطليموس حول كون الأرض مركز الكون، وقدّم وصفا تفصيليا للمجالات السماوية في تلك المخطوطة :
| ابن الهيثم | الأرض ككل كرة مركزها هو مركز العالم، وتتمركز في وسطه، وهي ثابتة لا تتحرك في أي إتجاه بأي نوع من الحركات، فهي دائمًا ساكنة. | ابن الهيثم |

في الوقت الذي كان فيه ابن الهيثم يحاول دراسة نظرية بطليموس تلك رياضياتيًا، قال بأن كل من كواكب بطليموس لها فلكها الخاص بها. تُرجم هذا العمل إلى العبرية واللاتينية في القرنين الثالث والرابع عشر الميلاديين، وكان له تأثير على علماء فلك مثل جورج فون بيورباخ في أوروبا العصور الوسطى وعصر النهضة.

#### نماذج حركات الكواكب السبعة
كانت مخطوطته نماذج حركات الكواكب السبعة التي كتبها عام 428 هـ عن علم الفلك. احتوت النسخة التي لا تزال باقية من هذه المخطوطة، والتي تم اكتشافها مؤخرًا رغم فقد معظمها، لذلك لم تنشر، وكما فعل في مخطوطة شكوكه على أعمال بطليموس. وصف ابن الهيثم أول نموذج بعد نموذج بطليموس حول حركة الكواكب. لم تكن المخطوطة متعلقة بعلم الكون، حيث وضع فيها دراسة هندسية منهجية حول ميكانيكية الحركة، وهو ما أدى بدوره إلى تطورات مبتكرة في هندسة متناهيات الصغر.
كان تجربته لنموذجه أول رفض لأفكار معدل المسار والدوائر الفلكية، والفلسفة الطبيعية في علم الفلك. طرح نموذج أيضًا فكرة دوران الأرض حول محورها، وأن مراكز الحركة نقاط هندسية دون دلالات مادية، مثلما أثبت يوهانس كيبلر ذلك بعد قرون. وفي المخطوطة، وصف ابن الهيثم أيضًا تصوّرا مبكرا لشفرة أوكام، حيث افترض وجود بعض الخصائص التي تميز الحركات الفلكية في حدها الأدنى، في محاولة منه في نموذجه للكواكب لتجاهل الفرضيات الكونية التي لا يمكن ملاحظتها من الأرض.

#### أعمال فلكية أخرى
فرّق ابن الهيثم بين علم التنجيم وعلم الفلك، وفنّد دراسة التنجيم، وذلك بسبب الأساليب التي يستخدمها المنجمون التي تعتمد على التخمين بدلاً من التجربة، ولتعارض التنجيم مع الإسلام.
في كتاب المناظر، كان ابن الهيثم أول من اكتشف أن المجالات السماوية لا تتكون من أجسام صلبة. اكتشف أيضًا أن الفضاء أقل كثافة من الهواء، وهو ما أثبته بعد ذلك ويتلو، وكان لها تأثير كبير على أعمال كوبرنيكس وتيخو براهي في علم الفلك.
كتب ابن الهيثم أيضًا أطروحة بعنوان في درب التبانة، والذي حل فيها المسائل المتعلقة بالمجرة وتزيح درب التبانة. قديمًا، اعتقد أرسطو أن درب التبانة تكوّن نتيجة ألسنة نيران بعض النجوم الكثيرة الكبيرة المتقاربة من بعضها البعض، وأن هذه النيران تشتعل في الجزء العلوي من الغلاف الجوي في مجالات أقمار تلك النجوم. استنكر ابن الهيثم ذلك لأنه ليس لمجرة درب التبانة تزيح، وهي بعيدة جدًا عن الأرض ولا تنتمي لغلاف الأرض الجوي. وكتب أنه إذا كانت مجرة درب اللبانة تقع حول الغلاف الجوي للأرض، «يجب على المرء أن يجد فرقًا في الموقع بالنسبة للنجوم الثابتة.» ووصف طريقتين لوصف تزيح مجرة درب اللبانة : «إما عندما يلاحظ المرء درب التبانة في مناسبتين مختلفتين من نفس البقعة من الأرض، أو عندما ينظر أحد إليها في وقت واحد من مكانين متباعدين فوق سطح الأرض.» وقدم أول محاولة لمراقبة وقياس تزيح مجرة درب اللبانة، وأثبت أنه ما دام ليس هناك تزيح لمجرة درب التبانة، فهي لا تنتمي إلى الغلاف الجوي.
في عام 1858م، ادعى محمد والي بن محمد جعفر في كتابه «شجراف نامه»، أن ابن الهيثم كتب مخطوطة «مراتب السماء» تصوّر فيها نموذجا للكواكب مشابه لنموذج تيخو براهي، حيث تدور الكواكب حول الشمس والتي بدورها تدور حول الأرض. ومع ذلك، لكن هذا التحقق من هذا الادعاء يبدو مستحيلاً، حيث لم يتم سرد مخطوطته تلك في قائمة كتب ابن الهيثم المعروفة.

### أعماله في الرياضيات
في الرياضيات، اعتمد ابن الهيثم في عمله على أعمال إقليدس وثابت بن قرة. فقد وضع نظامًا للقطع المخروطي ونظرية الأعداد، والتي تعتبر من أقدم أعمال الهندسة التحليلية، وربط بين الجبر والهندسة، وهو ما استفاد منه رينيه ديكارت في تطوير الهندسة التحليلية وإسحاق نيوتن في التفاضل والتكامل.

#### الميكانيكا
في مجالات الديناميكا والحركة، ناقش ابن الهيثم مخطوطته  رسالة في المكان  نظريات حركة الأجسام. وأكد أن الأجسام في حركة دائمة ما لم يوقفها قوة خارجية أو يتغير اتجاهها. كان هذا مماثلا لمفهوم القصور الذاتي، ولكنه لم يحقق تلك الفرضية بالتجربة. كانت إضافته الرئيسية في الميكانيكا التقليدية، تعريفه لقوة الاحتكاك، التي أثبتها جاليليو جاليلي بعد عدة قرون، وصيغت بعد ذلك في قانون نيوتن الأول للحركة. وفي نفس المخطوطة، عارض فكرة أرسطو بأن الطبيعة تمقت فراغ، واستخدم الهندسة لإثبات أن المكان هو فراغ ثلاثي الأبعاد بين الأسطح الداخلية للجسم الذي يحتويه. كما اكتشف ابن الهيثم أيضًا مفهوم القوة الدافعة الذي أصبح جزءً من قانون نيوتن الثاني للحركة، في نفس الوقت تقريبًا الذي اكتشف فيه ابن سينا ذلك.
وفي كتاب المناظر، وضع العديد من ملاحظات ابن الهيثم التجاربية في الميكانيكا، وكيف استخدم نتائج تجاربه لتفسير ظواهر ضوئية معينة باستخدام القياس الميكانيكي. أجرى ابن الهيثم تجارب باستخدام قذائف، وخلُص إلى أنه «وحدها القذائف العمودية القوية بما يكفي لها القدرة على اختراق الأسطح، في حين أن التي تسقط بزاويا مائلة تحيد. فعلى سبيل المثال، لشرح الانكسار من وسط قليل الكثافة إلى آخر أكثر كثافة وباستخدام القياس الميكانيكي، ألقى ابن الهيثم كرة حديد على لوح صخري رقيق يغطي حفرة واسعة في صفيحة معدنية عموديًا فكسرته واخترقت، في حين عندما ألقاها بزاوية مائلة بنفس القوة ومن نفس الارتفاع لم تخترق». فأوضح بذلك الفارق بين الاصطدام المرن، وغير المرن، واستخدم ابن الهيثم هذه النتيجة لشرح كيف أن الضوء الكثيف المباشر يؤذي العينين : «بتطبيقه للقياس الميكانيكي ليبين تأثير أشعة الضوء على العين، استخدم ابن الهيثم أشعة ضوئية قوية عمودية وأخرى ضعيفة مائلة، ليثبت أنه وحدها الأشعة القوية التي تخرج عموديًا من كل نقطة على سطح الكائنات المضيئة، هي القادرة على اختراق العين.»

#### الهندسة
في الهندسة، طوّر ابن الهيثم علم الهندسة التحليلية وربط بين الجبر والهندسة. كما اكتشف ابن الهيثم صيغة إضافة أول 100 عدد طبيعي، واستخدم ابن الهيثم برهانًا هندسيًا لإثبات تلك الصيغة.
كانت أول محاولة لابن الهيثم لإثبات مسلمة التوازي الإقليدية والمسلمة الخامسة في كتاب العناصر لإقليدس، باستخدام البرهان بنقض الفرض، حيث قدم مفهومي الحركة والتحويل في الهندسة. كما اكتشف رباعي أضلاع لامبرت، الذي سماه بوريس إبراموفيتش روزنفيلد بـ «رباعي أضلاع ابن الهيثم-لامبرت»، وحاول أيضًا إثبات أوجه تشابهها مع مسلمة بلاي فير. كانت نظرياته حول رباعيات الأضلاع بما في ذلك رباعية لامبرت، أولى النظريات في الهندسة الإهليجية والهندسة الزائدية. هذه النظريات، إضافة إلى بدائلها المسلم بها مثل مسلمة بلاي فير، يمكن اعتبارها أول بداية للهندسة اللا إقليدية. كان لأعماله تأثيرًا كبيرًا على علماء الهندسة الفرس كعمر الخيام ونصير الدين الطوسي والأوروبيين كويتلو وجرسونيدس وجون واليس وساتشيري وكريستوفر كالفوس.
في الهندسة الأولية، حاول ابن الهيثم في مخطوطته  مقالة في تربيع الدائرة  حل مسألة تربيع الدائرة باستخدام الأشكال الهلالية، ولكنه توقف حينما وجدها مهمة مستحيلة. تناول ابن الهيثم أيضًا مشاكل أخرى هندسية أولية (إقليدية) ومتقدمة (أبولونية وأرخميدية)، وكان أول من حلّ بعضها.

#### نظرية الأعداد
تضمنت اسهاماته في نظرية الأعداد أعماله حول الأعداد المثالية. وفي مخطوطته مقالة في التحليل والتركيب، كان ابن الهيثم أول من يدرك أن كل عدد مثالي له الصيغة 2ن−1(2ن − 1) حيث 2ن − 1 هو عدد أولي، لكنه لم يتمكن من إثبات هذه النتيجة بنجاح (أثبت أويلر ذلك في القرن الثامن عشر).
حلّ ابن الهيثم مسائل تتضمن حالات التطابق باستخدام ما يسمى الآن مبرهنة ويلسون. وفي كتابه المناظر، قال ابن الهيثم أنه لحل نظام من التطابقات، هناك طريقتين، «الأولى» الطريقة الكنسية مثلما ذكر ويلسون، و«الثانية» تشبه مبرهنة الباقي الصيني.

### أعمال أخرى

#### علم النفس
في علم النفس والموسيقى، كان لابن الهيثم مخطوطة حول تأثير الأنغام على أرواح الحيوانات، والتي تعد أقدم مخطوطة تتعامل مع تأثير الموسيقى على الحيوانات. في تلك المخطوطة، قال سرعة الجمل تزداد وتقل مع استخدام الحداء، وضرب أمثلة أخرى حول كيفية تأثير الموسيقى على سلوك الحيوان وسيكولوجيته، وقد أجرى تجاربه على الطيور والخيول والزواحف. وحتى القرن التاسع عشر، اعتقد معظم علماء الغرب بأن الموسيقى لها تأثير واضح على ظاهر الإنسان، ولكن التجارب أثبتت وجهة نظر ابن الهيثم بأن الموسيقى لها تأثير على الحيوانات أيضًا. كما أكد العالم النفسي السوداني عمر خليفة أنه ينبغي اعتبار ابن الهيثم «مؤسس علم النفس التجريبي»، لعمله الرائد في علم نفس الإدراك البصري والخدع البصرية، وهو أيضًا مؤسس علم النفس الفيزيقي، أحد مقدمات لعلم النفس الحديث.

#### الهندسة المدنية
في مجال الهندسة المدنية، يعد أهم أعماله المدنية استدعاء الخليفة الفاطمي الحاكم بأمر الله له لتنظيم فيضان النيل في مصر. أعد ابن الهيثم دراسة علمية مفصلة حول الفيضان السنوي لنهر النيل، ورسم ابن الهيثم خطة لبناء سد، في موقع سد أسوان في العصر الحديث. وأثناء معاينته العملية للموقع لاحقًا، تبين له عدم جدوى هذا المخطط، ثم إدعى الجنون ليفلت من عقاب الخليفة. كما ذكر عبد الرحمن الخازني، أن ابن الهيثم كتب أيضًا مخطوطة تُقدّم وصفًا لعمل ساعة مائية.

#### الفلسفة
في الفلسفة، انتقد ابن الهيثم في مخطوطة رسالة في المكان مفهوم التوبوس عند أرسطو. ففي فيزياء أرسطو، ذكر أرسطو أن المكان هو الشئ ثنائي الأبعاد الساكن الذي يحتوي الجسم ويتصل به. اختلف ابن الهيثم مع ذلك، وأثبت أن المكان هو فراغ ثلاثي الأبعاد بين الأسطح الداخلية للجسم الذي يحتويه. وأوضح أن المكان أقرب إلى فضاء، مما ألقى الضوء على مفهوم المكان عند رينيه ديكارت في القرن السابع عشر. بعد رسالة في المكان، كتب ابن الهيثم مخطوطته قول في المكان، والتي قدّم فيها إثباتًا هندسيًا حول هندسية المكان، يعارض مفهوم أرسطو الفلسفي حول المكان. وقد كتب عبد اللطيف البغدادي المؤيد لرأي أرسطو الفلسفي حول المكان، ردًا على تلك الفكرة بكتابه «الرد على ابن الهيثم في المكان».
ناقش ابن الهيثم أيضًا تخيل الفضاء وآثاره المعرفية في كتاب المناظر. كما أدى إثباته بالتجربة لنموذج ولوج الرؤية إلى تغييرات في فهم طريقة الإدراك البصري للفضاء، على النقيض من نظرية انبعاث الرؤية السابقة التي أيدها إقليدس وبطليموس.
يعتقد البعض أن نظريات ابن الهيثم حول الألم والإحساس متأثرة بالفلسفة البوذية، فقد كتب أن كل إحساس هو شكل من أشكال المعاناة، وأن ما يدعوه الناس بالألم هو مجرد مبالغة في التخيل؛ إذ لا يوجد فرق نوعي ولكن فقط فرق كمّي بين الألم والإحساس العادي.

#### العلوم الدينية
كتب ابن الهيثم عملاً دينيًا، تطرق فيه للنبوة ووضع نظامًا ذا معايير فلسفية لمقارعة المكذبين في زمنه. كما كتب مخطوطة حول «العثور على إتجاه القبلة بالحساب».
وقد كتب في مخطوطته حول شكوكه فيما يتعلق ببطليموس :
| ابن الهيثم | البحث عن الحقيقة في حد ذاتها أمر صعب، والطريق إلى ذلك وعر. فالحقائق يكتنفها الغموض. الله لم يعصم العلماء من الخطأ، ولم يحم العلم من القصور والنقص. لو كان هذا هو الحال، لما اختلف العلماء على أي من مسائل العلم... | ابن الهيثم |

في مخطوطة الحركة المتعرجة ، كتب ابن الهيثم :
| ابن الهيثم | مما قاله الشيخ الجليل، فمن الواضح أنه يعتقد في كل ما يقول بطليموس، دون الاعتماد على إثبات أو دليل، ولكن عن طريق التقليد الخالص. وهو ما لا يجوز إلا في إتباع سنن الأنبياء عليهم السلام، لا مع المختصين بالرياضيات. | ابن الهيثم |

وصف ابن الهيثم منهجه، فقال:
| ابن الهيثم | سعيت دومًا نحو المعرفة والحقيقة، وآمنت بأني لكي أتقرب إلى الله، ليس هناك طريقة أفضل من ذلك من البحث عن المعرفة والحقيقة. | ابن الهيثم |

## إحياء ذكراه

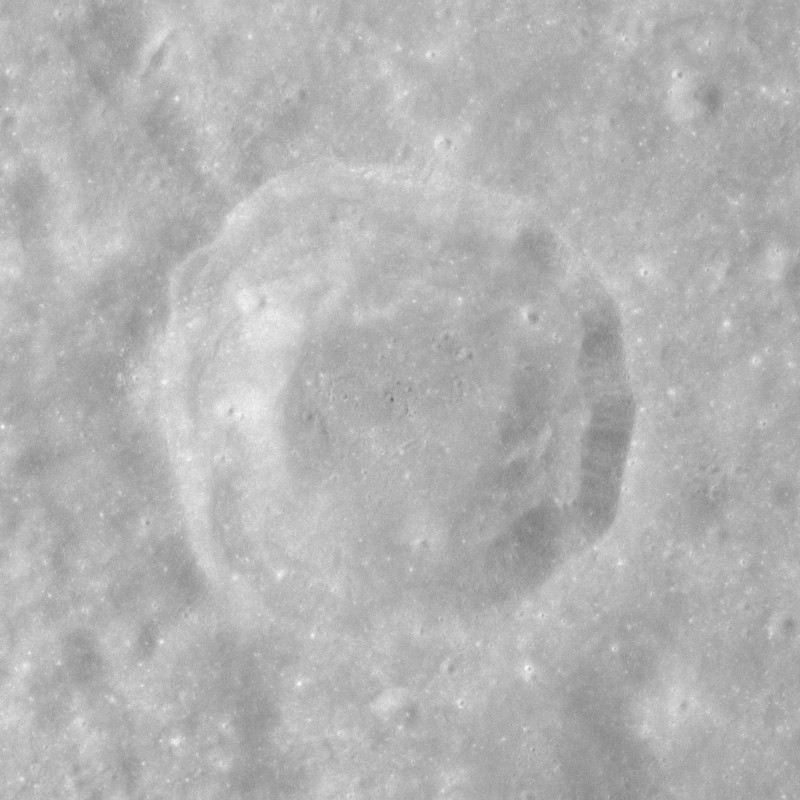
الفوهة القمرية تحمل أسم ابن الهيثم.

قامة وكالة الفضاء ناسا بتسمية فوهة قمرية على أسم العالم تخليداً لأنجازاته في مجال علم الفلك.
في عام 2014، ركّزت حلقة «الاختباء في الضوء» من المسلسل الوثائقي الذي يحمل اسم «الكون: ملحمة في الفضاء والزمن» (بالإنجليزية: Cosmos: A Spacetime Odyssey) الذي قدّمه نيل دي جراس تايسون، على إنجازات ابن الهيثم، وتحدّث عنه ألفريد مولينا خلال الحلقة. قدّم جاكوب برونوفسكي أعمال ابن الهيثم في مسلسل وثائقي تلفزيوني مشابه (وفي الكتاب المقابل للفيلم الوثائقي)، باسم «ارتقاء الإنسان» (بالإنجليزية: The Ascent of Man) عُرض قبل أكثر من أربعين عامًا من عرض المسلسل الأسبق، حيث أشار برونوفسكي في الحلقة الخامسة (حاملة عنوان «موسيقى المجالات»)، إلى أنّ ابن الهيثم كان في نظره «العقل العلمي الأصيل تماماً الذي أنتجته الثقافة العربيّة»، والذي لم تتطوّر نظريّاته في علم البصريات حتّى زمن نيوتن وليبنيز. كتب إتش جيه جيه وينتر، وهو مؤرّخ بريطاني في مجال لعلوم، مُلخِّصاً أهمّيّة ابن الهيثم في تاريخ الفيزياء:

ابن الهيثم على عملة من فئة 10,000 دينار عراقي.

أطلقت اليونسكو ومديرها العامّ إيرينا بوكوفا على السنة الدولية للضوء في عام 2015 اسم ابن الهيثم «أبو البصريات». بهدف الاحتفال بإنجازات ابن الهيثم في مجال البصريّات والرياضيّات وعلم الفلك. أنشأت منظمة «100 اختراع واختراع» (بالإنجليزية: 1001 Inventions) حملةً دوليّة بعنوان «100 اختراع واختراع وعالَمُ ابن الهيثم» (بالإنجليزية: 1001 Inventions and the World of Ibn Al-Haytham) ضمّت سلسلة من المعارض التفاعليّة وورش العمل والعروض الحيّة حول أعمال هذا العالم المسلم، وذلك بالشراكة مع مراكز ومهرجانات علميّة ومتاحف ومؤسّسات تعليميّة وكذلك منصّات وسائط الإعلام الرقميّة والاجتماعية. كما أنتجت الحملة وأصدرت فيلماً تعليميّاً قصيراً حمل اسم «1001 اختراع وعالم ابن الهيثم».

### موقع غوغل يحتفي بابن الهيثم
بمناسبة مرور 1048 عام على ولادة ابن الهيثم، أصدر موقع غوغل شعاراً خاصاً (Doodle)، واستخدم في الصفحة الرئيسية للموقع يوم الأول من تموز (يوليو) 2013م.

## مؤلفاته
وفقًا لمؤرخي العصور الوسطى، ألف وكتب ابن الهيثم أكثر من 200 كتاب، وعمل على طائفة واسعة من الموضوعات، منها ما لا يقل عن 96 عمل علمي معروف. وفقدت معظم أعمالهُ حاليا، ولكن ما زال باقيًا أكثر من 50 عمل منها، وخاصة في علم البصريات والذي لم يصل إلينا سوى من خلال النسخ المترجمة إلى اللغة اللاتينية. كما ترجمت كتبهُ في علم الكون خلال العصور الوسطى، إلى اللغة اللاتينية والعبرية وغيرها من اللغات. وبقيت نحو نصف أعماله في الرياضيات، ونحو 23 عملاً في علم الفلك، و 14 في علم البصريات، وأعمال قليلة في موضوعات أخرى.
من أعماله :
| - كتاب المناظر. - مقالة في التحليل والتركيب. - ميزان الحكمة. - تصويبات على المجسطي. - مقالة في المكان. - التحديد الدقيق للقطب. - رسالة في الشفق. - كيفية حساب اتجاه القبلة. - المزولة الأفقية. - شكوك على بطليموس. - مقالة في قرسطون. - إكمال المخاريط. - رؤية الكواكب. - مقالة فی تربیع الدائرة. - المرايا المحرقة بالدوائر. | - تكوين العالم. - مقالة فی صورة ‌الکسوف - مقالة في ضوء النجوم. - مقالة في ضوء القمر. - مقالة في درب التبانة. - كيفيات الإظلال. - مقالة في قوس قزح. - الشكوك في الحركة المتعرجة. - التنبيه على ما في الرصد من الغلط - ارتفاعات الكواكب. - اتجاه القبلة. - نماذج حركات الكواكب السبعة. - نموذج الكون. - حركة القمر. - مقالة مستقصاة فی الاشکال الهلالیة. | - الحركة المتعرجة. - رسالة في الضوء. - رسالة في المكان. - تأثير اللحون الموسيقية في النفوس الحيوانية. - اختلاف منظر القمر. - أصول المساحة. - أعمدة المثلثات. - المرايا المحرقة بالقطوع. - شرح أصول إقليدس. - رسالة فی مساحة المسجم المکافی. - خواص المثلث من جهة العمود. - القول المعروف بالغریب فی حساب المعاملات. - قول فی مساحة الکرة. - الجامع في أصول الحساب. - كتاب في تحليل المسائل الهندسية. |

## وصلات خارجية
- ابن الهيثم على موقع الموسوعة البريطانية (الإنجليزية)
- صبرة، عبد الحميد (2008) [1970-80]. "ابن الهيثم، أبو علي الحسن بن الحسن". قاموس السير  الذاتية للعلماء. Encyclopedia.com. مؤرشف من الأصل في 2016-05-17.
- صور لابن الهيثم على عملتين ورقيتين عراقيتين
- معجزة الضوء – مقال لليونيسكو حول ابن الهيثم
- السيرة الذاتية لابن الهيثم من بوابة مالاسبينا العالمية
- سير ذاتية قصيرة حول عدد من «الشخصيات الإسلامية وأبطال المسلمين» بما فيهم ابن الهيثم
- أعمال فنية في وسائط إعلامية عديدة مبنية على مسألة ابن الهيثم
- تقرير من صحيفة التلغراف عن حل معاصر لمسألة ابن الهيثم
- ابن الهيثم: العالم الحقيقي الأول من أخبار بي بي سي
- صور رمزية لإبن الهيثم
- ملخص وشرح كتاب المناظر
- تحميل كتاب المناظر لابن الهيثم